# Maznice
Maznice je nádoba na olej nebo jiný mazací tuk, která zajišťuje mazání stroje, jehož je součástí.
Na mazání mazacím tukem se často používá tzv. Staufferova maznice lidově zvaná „štauferka“.
Maznice mohou mít různou konstrukci. Nejjednodušším případem je nádoba, z níž olej přímo stéká na mazaný mechanismus.
Další konstrukcí je maznice umístěná pod nebo i nad mazaným mechanismem, z níž je olej dopravován vzlínáním pomocí ponořeného knotu (knotové mazání)
Pro mazání parních mechanismů slouží kondenzační maznice.
Jako maznice se také označuje přenosná nádoba s mazivem, které se z ní tlakem pístu vytlačuje. Této maznici se také říka „mazací lis“.
Součástka do níž je na povrchu zařízení vyveden přívod maziva se nazývá maznička (také „mazací víčko“, „mazací klobouček“, „mazací zátka“).